# Воля-Браніцька
Воля-Браніцька (пол. Wola Branicka) — село в Польщі, у гміні Зґеж Зґерського повіту Лодзинського воєводства.
Населення — 186 осіб (2011).

## Демографія
Демографічна структура станом на 31 березня 2011 року:
|          | Загалом | Допрацездатний вік | Працездатний вік | Постпрацездатний вік |
| -------- | ------- | ------------------ | ---------------- | -------------------- |
| Чоловіки | 91      | 17                 | 64               | 10                   |
| Жінки    | 95      | 16                 | 54               | 25                   |
| Разом    | 186     | 33                 | 118              | 35                   |